# Station Wolfstee
Station Wolfstee is een spoorweghalte langs spoorlijn 15 in de gemeente Grobbendonk.
Dit station werd geopend in 2004 in het kader van de Minder hinder-maatregelen van de Vlaamse overheid tijdens de werken aan de Antwerpse Ring. Vanop de afrit Herentals Industrie op de E313 zijn borden geplaatst die bestuurders naar de Park & Ride-parking bij het station brengen, waar ze de trein richting Antwerpen kunnen nemen. Ook na het einde van de werken aan de Antwerpse Ring, bleef de halte behouden.
De voetgangersbrug over de spoorweg stond vroeger in station Antwerpen-Berchem, maar werd daar in 2004 afgebroken en in station Wolfstee terug opgebouwd.

## Treindienst
| Serie       | Treinsoort               | Route                                           | Bijzonderheden             |
| ----------- | ------------------------ | ----------------------------------------------- | -------------------------- |
| S 33        | S-trein Antwerpen (NMBS) | Antwerpen-Centraal – Wolfstee – Herentals – Mol | Rijdt alleen op werkdagen. |
| P 7205/8205 | Piekuurtrein (NMBS)      | Mol – Wolfstee – Mechelen – Brussel-Zuid        | Rijdt alleen op werkdagen. |

## Galerij

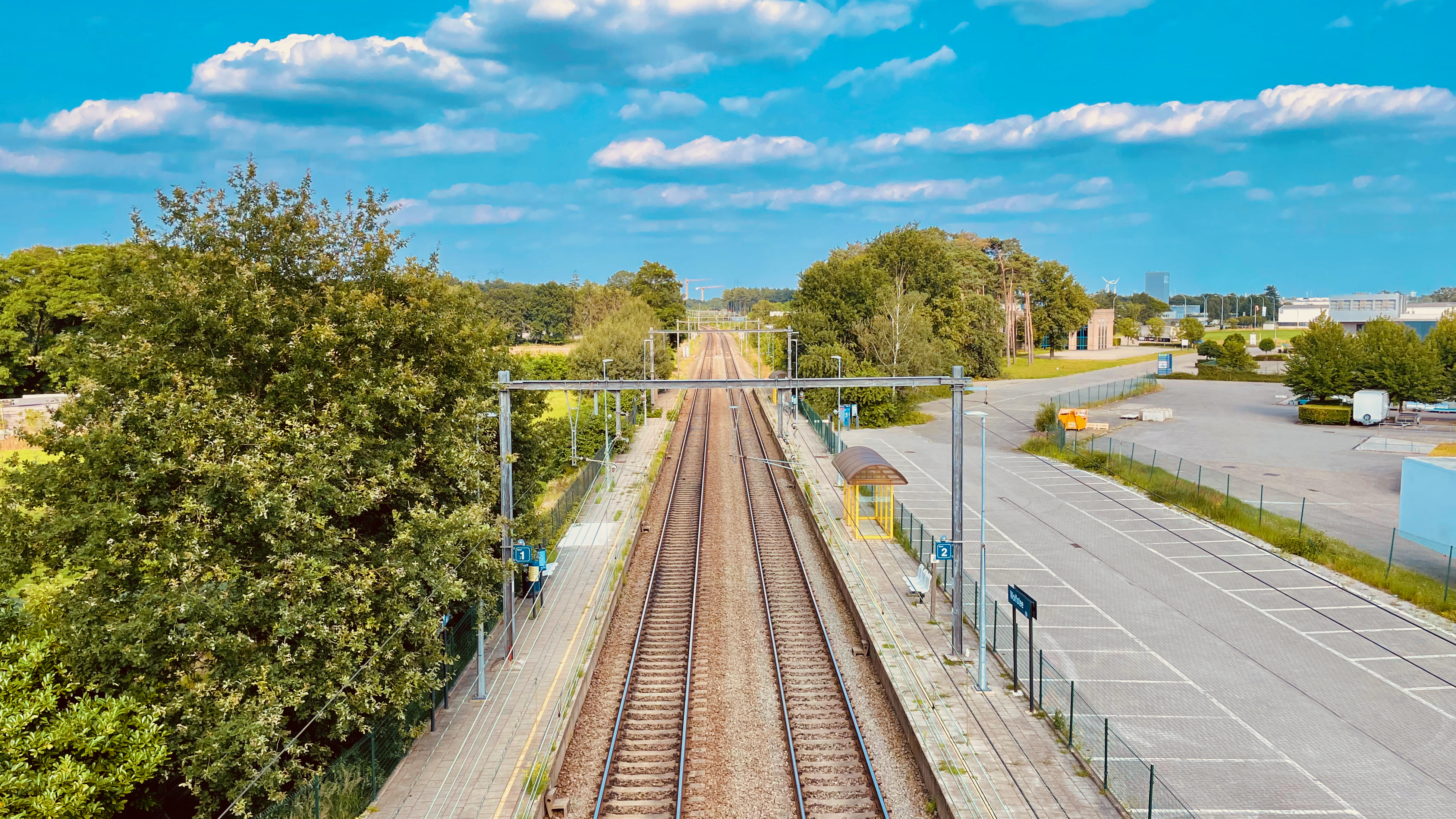
Zicht op de sporen
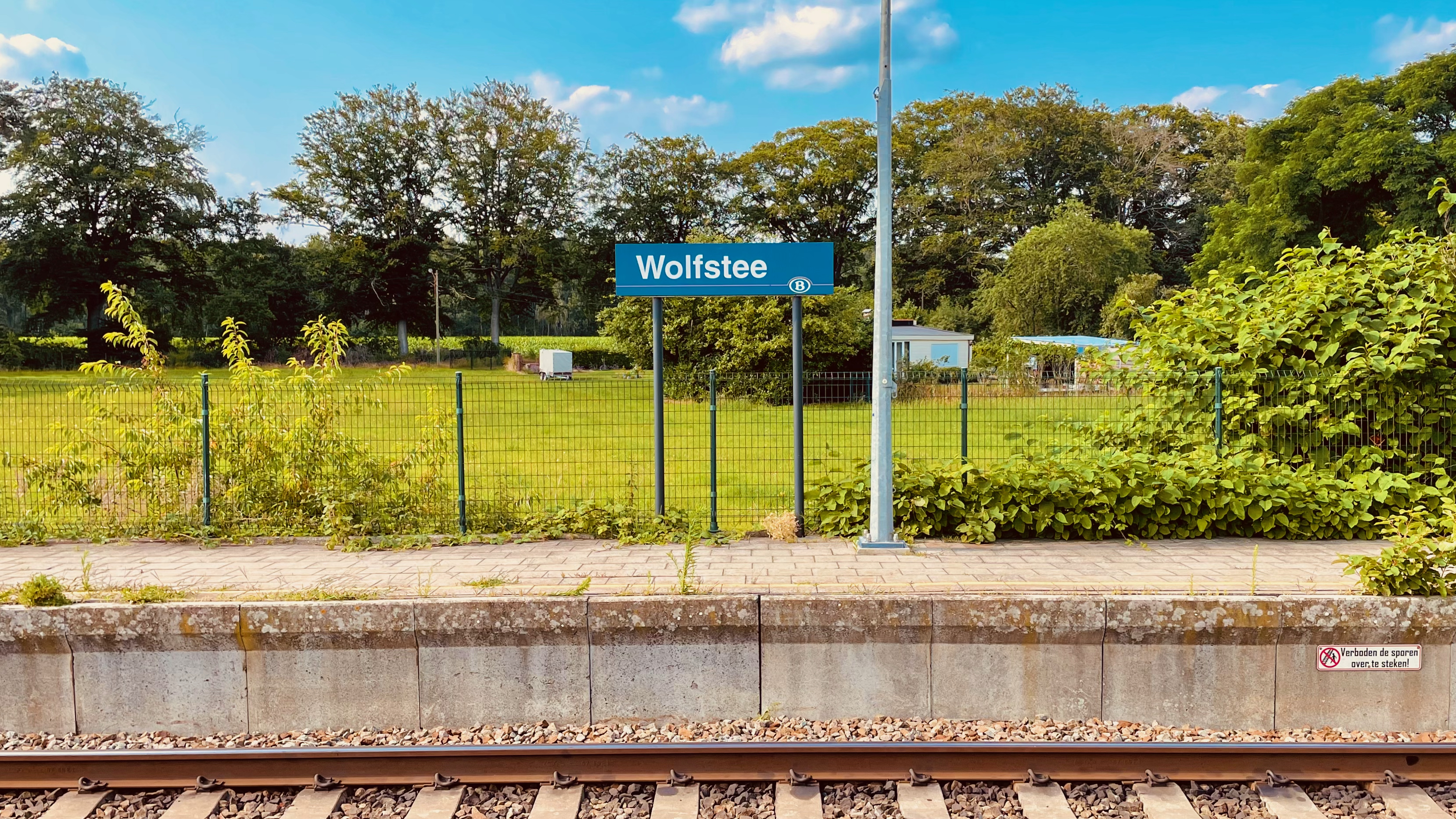
Plaatsnaambord
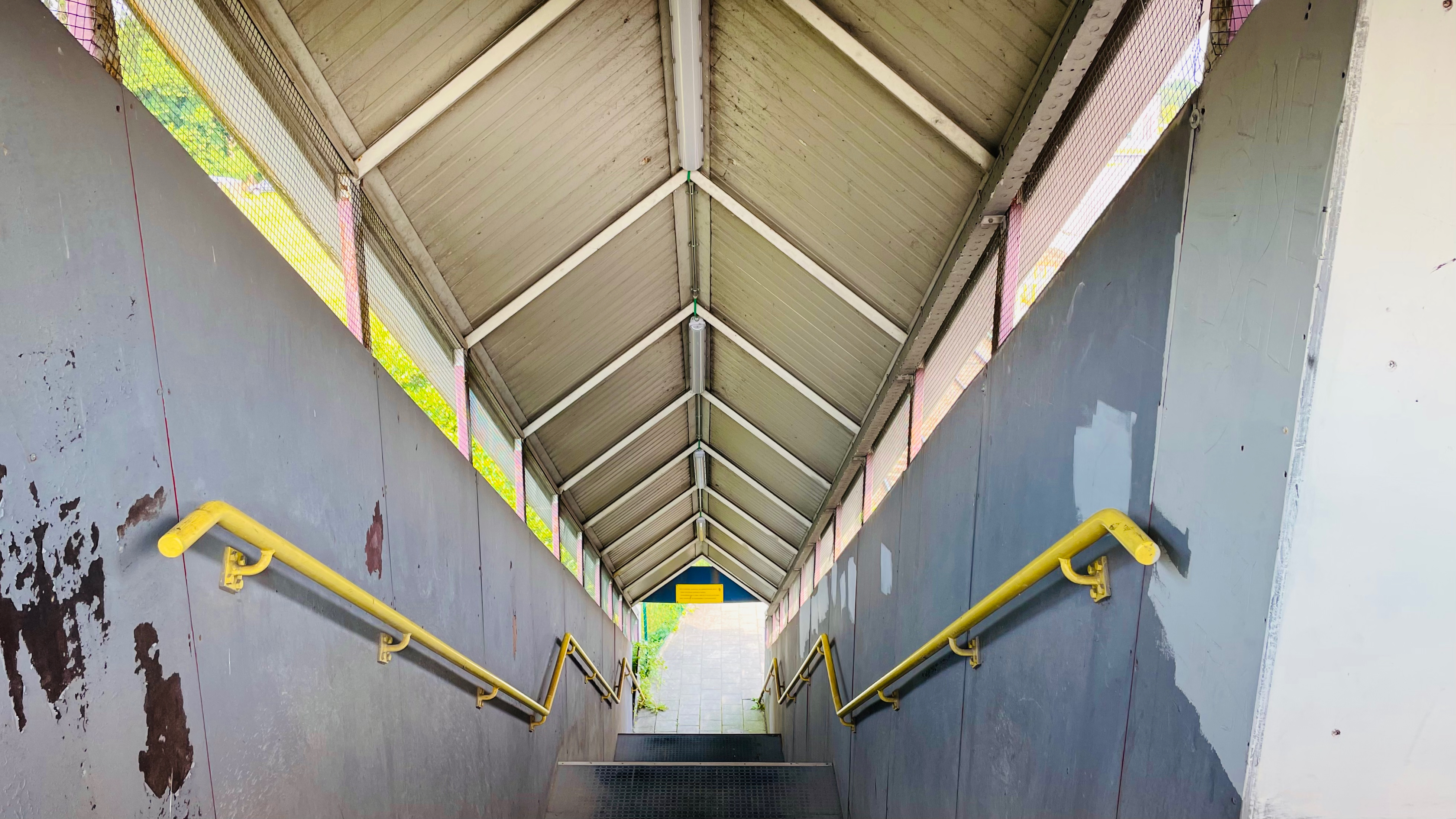
Doorgang over de sporen
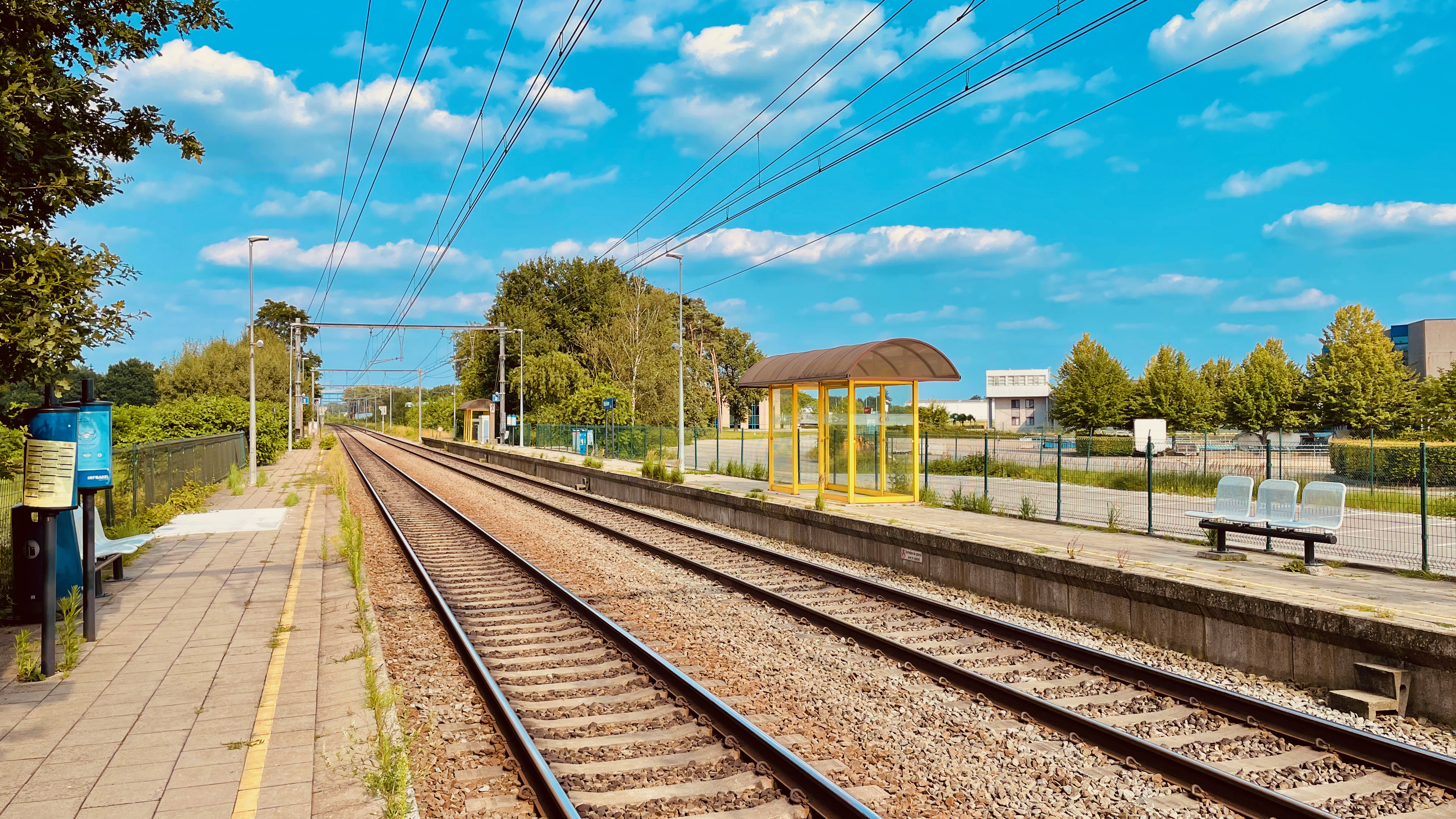
De perrons

## Reizigerstellingen
De grafiek en tabel geven het gemiddeld aantal instappende reizigers weer op een week-, zater- en zondag.
| Tabel: aantal instappende reizigers station Wolfstee | Tabel: aantal instappende reizigers station Wolfstee | Tabel: aantal instappende reizigers station Wolfstee | Tabel: aantal instappende reizigers station Wolfstee |
|                                                      | Weekdag                                              | Zaterdag                                             | Zondag                                               |
| ---------------------------------------------------- | ---------------------------------------------------- | ---------------------------------------------------- | ---------------------------------------------------- |
| 2004                                                 | 81                                                   | -                                                    | -                                                    |
| 2005                                                 | 56                                                   | -                                                    | -                                                    |
| 2006                                                 | 85                                                   | -                                                    | -                                                    |
| 2007                                                 | 88                                                   | -                                                    | -                                                    |
| 2008                                                 | -                                                    | -                                                    | -                                                    |
| 2009                                                 | 46                                                   | -                                                    | -                                                    |
| 2010                                                 | -                                                    | -                                                    | -                                                    |
| 2011                                                 | -                                                    | -                                                    | -                                                    |
| 2012                                                 | 63                                                   | -                                                    | -                                                    |
| 2013                                                 | 64                                                   | -                                                    | -                                                    |
| 2014                                                 | 50                                                   | -                                                    | -                                                    |
| 2015                                                 | 31                                                   | -                                                    | -                                                    |
| 2016                                                 | 40                                                   | -                                                    | -                                                    |
| 2017                                                 | 35                                                   | -                                                    | -                                                    |
| 2018                                                 | 49                                                   | -                                                    | -                                                    |
| 2019                                                 | 36                                                   | -                                                    | -                                                    |
| 2020                                                 | 18                                                   | -                                                    | -                                                    |
| 2021                                                 | -                                                    | -                                                    | -                                                    |
| 2022                                                 | 55                                                   | -                                                    | -                                                    |
| 2023                                                 | 62                                                   | -                                                    | -                                                    |
| 2024                                                 | 49                                                   | -                                                    | -                                                    |

1,3: Krijgsbaan ·
2,8: Liersebaan ·
3,9: Boechout ·
4,9: Vos ·
6,4: Boshoek ·
9,3: Lier ·
11,1: Lisp ·
12,8: Kessel ·
16,3: Nijlen ·
21,9: Bouwel ·
24,1: Wolfstee ·
26,4: Herentals-Kanaal ·
28,0: Herentals ·
34,0: Olen ·
37,1: Larum ·
40,1: Geel ·
46,5: Millegem ·
49,3: Mol ·
54,0: Balen ·
Ingene-Immer ·
62,8: Leopoldsburg ·
Beverlo ·
68,0: Beringen-Mijn ·
71,2: Beringen ·
74,6: Heusden ·
78,0: Zolder ·
80,2: Houthalen ·
83,3: Kolveren ·
84,9: Zonhoven ·
86,6: Zonhoven-Badplaats